# Ulua aurochs
Ulua aurochs és un peix teleosti de la família dels caràngids i de l'ordre dels perciformes.

## Morfologia
Pot arribar als 50 cm de llargària total.

## Distribució geogràfica
Es troba a les costes centrals del Pacífic occidental: sud de Nova Guinea, Mar d'Arafura i nord-oest d'Austràlia.